# Parti progressiste réformateur
Le Parti progressiste réformateur (Partido progressista reformador, PPR) est un ancien parti politique brésilien créé en 1993 par la fusion du Parti démocratique social (PDS) et du Parti démocrate-chrétien (PDC). Des adhérents du PDC, hostiles à cette fusion qui enterrent les racines chrétiennes de leur parti, créent alors le Parti social-démocrate chrétien.
En 1995, il fusionne avec le Parti social travailliste au sein du Parti progressiste brésilien (PPB), qui devient en 2003 le Parti progressiste.